# Bairdioidea
Bairdioidea is een superfamilie van kreeftachtigen uit de klasse van de Ostracoda (mosselkreeftjes).

## Families
- Acratiidae Gruendel, 1962
- Bairdiidae Sars, 1865
- Beecherellidae Ulrich, 1894 †
- Bythocyprididae Maddocks, 1969
- Geroiidae Gruendel, 1962 †
- Microcheilinellidae Gramm, 1975 †
- Pussellidae Danielopol in Maddocks, 1976